# Richard Berry (Schauspieler)

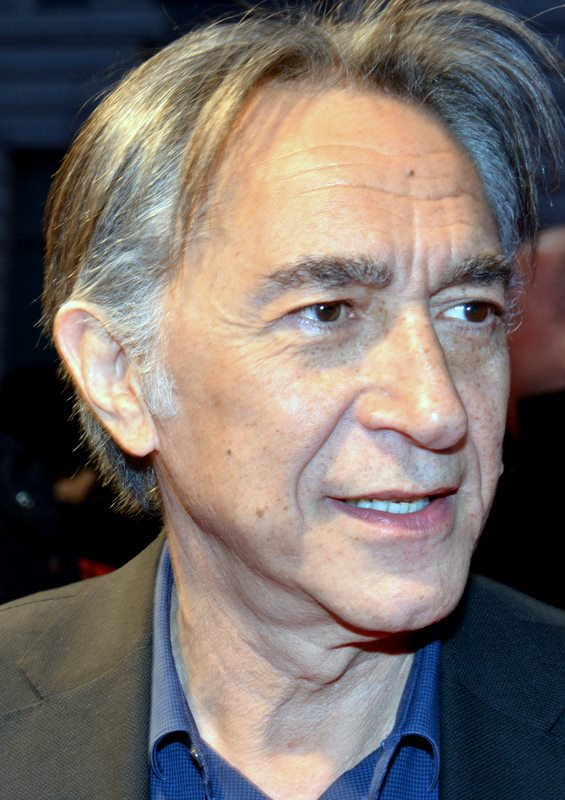
Richard Berry (2015)

Richard Elie Berry (* 31. Juli 1950 in Paris) ist ein französischer Schauspieler, Filmregisseur und Drehbuchautor.

## Leben
Berry kam 1950 als Sohn von Maurice (Moïse) Berry und Stella Valency Levy in Paris zur Welt. Seine Eltern waren jüdische Kaufleute aus Oran, Algerien, die den eigentlichen Familiennamen Benguigui 1964 in Berry änderten. Richard Berry wuchs mit einem Bruder und einer Schwester zunächst im Pariser Quartier de Bonne-Nouvelle und später in Boulogne-Billancourt auf. Im Alter von 16 Jahren entdeckte er seine Leidenschaft für das Theater und schloss sich einer Laientruppe an. Mit 19 schrieb er sich am Conservatoire national supérieur d’art dramatique ein, wo er 1972 für seine Schauspielleistungen einen ersten Preis erhielt. Er war Schauspielschüler von Jean-Laurent Cochet und wurde 1973 Mitglied der Comédie-Française, mit der er sieben Jahre lang in klassischen Werken auf der Theaterbühne stand.
Seine erste große Filmrolle hatte er 1978 als jugendlicher Liebhaber von Anouk Aimée in Meine erste Liebe. Im Kino wurde er daraufhin immer wieder als Liebhaber eingesetzt. Anfang der 1980er Jahre hatte er Rollen in Michel Vianeys Ein Mörder geht vorbei (1980), Jacques Demys Ein Zimmer in der Stadt (1982) und in Bob Swaims La Balance – Der Verrat (1982). Im Jahr 1986 war er in Ein Mann und eine Frau – 20 Jahre später unter der Regie von Claude Lelouch auf der Leinwand zu sehen. In dem Filmdrama Im Schatten der Golanhöhen, das den Ausbruch des Sechstagekriegs thematisiert, trat er 1991 an der Seite von Sophie Marceau auf. Für seine Darstellung des Adam Leibovich in Christine Pascals Der Flug des Schmetterlings war er 1993 für einen César in der Kategorie Bester Hauptdarsteller nominiert. Nach einer Nebenrolle in Bertrand Taverniers Kriminalfilm Der Lockvogel (1994) hatte er neben Fanny Ardant und Patrick Timsit in der Schwulenkomödie Auch Männer mögen’s heiß!, die 1996 der erfolgreichste französische Film des Jahres war, die männliche Hauptrolle inne.
Mit der Filmkomödie L’Art (délicat) de la séduction lieferte Berry im Jahr 2001 sein Regiedebüt. Der Film, für den er auch das Drehbuch schrieb und in einer Nebenrolle auftrat, erzählt die Geschichte eines sexuell unerfahrenen Mannes, gespielt von Patrick Timsit, der sich auf seine erste Liebesnacht mit einer attraktiven Frau vorbereitet. Die weibliche Hauptrolle gab Berry der seinerzeit noch wenig bekannten Cécile de France, die er auch in seiner zweiten Regiearbeit, dem Kinderfilm Ich, Caesar. 10 ½ Jahre alt, 1,39 Meter groß (2003), besetzte. Mit dem Mysterythriller Black Box, unter anderem mit Marion Cotillard, folgte 2005 ein weiterer Film unter seiner Regie. Mit Jean Reno und Kad Merad in den Hauptrollen drehte er den Thriller 22 Bullets (2010), der in Frankreich mehr als eine Million Zuschauer in die Kinos lockte.
Aus einer Beziehung mit der Schauspielerin Catherine Hiegel ging Berrys Tochter Coline Berry (* 1976) hervor. Von 1984 bis 1986 war Berry mit der US-amerikanischen Sängerin und Schauspielerin Jeane Manson verheiratet. Aus seiner Ehe mit der Schauspielerin Jessica Forde stammt seine zweite Tochter Joséphine Berry (* 1992), die in mehreren seiner Filme mitspielte. 2008 war Berry zeitweilig mit der Fernsehjournalistin Laurence Ferrari liiert. Im Jahr 2016 heiratete er die Schauspielerin Pascale Louange, mit der er seit 2009 zusammenlebt. Eine gemeinsame Tochter kam 2014 zur Welt. Berrys Nichte Marilou Berry, die aus der Ehe seines Bruders Philippe Berry (1956–2019), einem Bildhauer, mit Josiane Balasko hervorging, ist ebenfalls Schauspielerin.

## Filmografie (Auswahl)
Als Darsteller
- 1972: Absences répétées
- 1974: Die Ohrfeige (La gifle)
- 1978: Meine erste Liebe (Mon premier amour)
- 1980: Ein Mörder geht vorbei (Un assassin qui passe)
- 1981: Der zerbrechliche Mann (L’homme fragile)
- 1981: Der Superboß (Le grand pardon)
- 1982: Ein Zimmer in der Stadt (Une chambre en ville)
- 1982: La Balance – Der Verrat (La balance)
- 1982: Der junge Ehemann (Le jeune mari)
- 1983: Die Spur der Zeit (La trace)
- 1983: Abschied von Tadjira (Le grand carnaval)
- 1984: Die Abrechnung (L’addition)
- 1984: Das Flittchen (La garce)
- 1984: Das Attentat (Urgence)
- 1985: Die Verschwörung (Spécial police)
- 1985: Honeymoon (Lune de miel)
- 1986: Ein Tag in Paris (Suivez mon regard)
- 1986: Taxi Boy
- 1986: Ein Mann und eine Frau – 20 Jahre später (Un homme et une femme, 20 ans déjà)
- 1987: Spirale
- 1987: Dschungelgold – Cayenne Palace (Cayenne Palace)
- 1989: Waffenbrüder (L’union sacrée)
- 1989: Seobe
- 1989: Modì
- 1989: Ein Sommer an der See (La baule – Les pins)
- 1991: Im Schatten der Golanhöhen (Pour Sascha)
- 1991: Mein Leben ist die Hölle (Ma vie est un enfer)
- 1992: Mayrig – Die Straße zum Paradies (588 rue du Paradis)
- 1992: Der Flug des Schmetterlings (Le petit prince a dit)
- 1992: Judgement Day (Le grand pardon II)
- 1994: Die Richterin, Teil 4: Vergewaltigt (Le juge est une femme: Le secrèt de Marion) (TV-Reihe)
- 1994: Der Violinist (Le joueur du violon)
- 1994: Der Lockvogel (L’appât)
- 1995: Seitensprung für Anfänger (Adultère – mode d’emploi)
- 1996: Auch Männer mögen’s heiß! (Pédale douce)
- 1998: Un grand cri d’amour
- 1999: Quasimodo d’El Paris
- 1999: Les Gens qui s’aiment
- 2001: L’Art (délicat) de la séduction
- 2001: Wochenende! (15 août)
- 2002: Countdown bis zum Tod (Entre chiens et loups)
- 2003: Mes enfants ne sont pas comme les autres
- 2003: Ruby & Quentin – Der Killer und die Klette (Tais-toi)
- 2003: Les clefs de bagnole
- 2006: In flagranti – Wohin mit der Geliebten? (La doublure)
- 2006: Die roten Nadeln (Les Aiguilles rouges)
- 2008: Crossfire (Les insoumis)
- 2008: Cliente
- 2008: Der Killer und die Nervensäge (L’emmerdeur)
- 2010: 22 Bullets (L’immortel)
- 2011: Duo Infernale – Zwei Profis ohne Plan (Le marquis)
- 2012: Rue Mandar
- 2013: Bevor der Winter kommt (Avant l’hiver)
- 2013: Der Staat schweigt (Silences d’État) (TV-Film)
- 2015: Nos femmes
- 2016: Tout, tout de suite
- 2016: L’Origine de la violence
- 2017: Numéro une
- 2018: Eva
- 2018: Alles nur eine Frage des Geschmacks (Les goûts et les couleurs)
- 2019: La loi de Damien (TV-Reihe)

Als Regisseur und Drehbuchautor
- 2001: L’Art (délicat) de la séduction
- 2003: Ich, Caesar. 10 ½ Jahre alt, 1,39 Meter groß (Moi César, 10 ans 1/2, 1m39)
- 2005: Black Box (La boite noire)
- 2010: 22 Bullets (L’immortel)
- 2015: Nos femmes
- 2016: Tout, tout de suite

## Auszeichnungen
- 1992: Preis in der Kategorie Bester Darsteller beim Montreal World Film Festival für Der Flug des Schmetterlings
- 1993: Nominierung für den César in der Kategorie Bester Hauptdarsteller für Der Flug des Schmetterlings
- 2016: Publikumspreis beim Berkshire International Film Festival für Nos femmes